# À ta merci
Albums de Fishbach
Avec les yeux
(2022)
À ta merci est le premier album studio de la chanteuse française Fishbach. Il sort le 27 janvier 2017,. Une version Deluxe est publiée le 2 février 2018, elle intègre 7 titres inédits.
L'album obtient l'un des 15 coups de cœur 2017 décernés par le groupe Chanson de l'Académie Charles-Cros le 14 avril 2017 au Théâtre de Pézenas dans le cadre du Printival Boby Lapointe.
La chanson Mortel sert de support à la scène finale de l'épisode 3 saison 1 de la série You sur Netflix.

## Enregistrement
L'album est enregistré en 2016, il sort le 27 janvier 2017. Le single Mortel est le premier single issu de l'album, le 6 novembre 2015. Il sera suivi de Un autre que moi.
Un autre que moi est co-écrit avec la chanteuse française Juliette Armanet.

## L'album

### Pistes[7]
Toutes les chansons sont écrites et composées par Flora Fischbach.
| 1.  | Ma voie lactée                        | 3:13 |
| 2.  | Y crois-tu                            | 3:59 |
| 3.  | Éternité                              | 3:01 |
| 4.  | Un beau langage                       | 3:45 |
| 5.  | Un autre que moi                      | 3:04 |
| 6.  | Feu                                   | 3:36 |
| 7.  | On me dit tu                          | 3:40 |
| 8.  | Invisible désintégration de l'univers | 3:50 |
| 9.  | Le château                            | 3:48 |
| 10. | Mortel                                | 3:57 |
| 11. | Le meilleur de la fête                | 3:33 |
| 12. | À ta merci                            | 2:47 |

### Édition Deluxe
L'édition Deluxe sort le 2 février 2018. Elle comporte 7 morceaux inédits supplémentaires dont des lives du concert au Bataclan en 2017.
Toutes les chansons sont écrites et composées par Flora Fischbach.
| 1.  | Ma voie lactée                                  | 3:13 |
| 2.  | Y crois-tu                                      | 3:59 |
| 3.  | Éternité                                        | 3:01 |
| 4.  | Un beau langage                                 | 3:45 |
| 5.  | Un autre que moi                                | 3:04 |
| 6.  | Feu                                             | 3:36 |
| 7.  | On me dit tu                                    | 3:40 |
| 8.  | Invisible désintégration de l'univers           | 3:50 |
| 9.  | Le château                                      | 3:48 |
| 10. | Mortel                                          | 3:57 |
| 11. | Le meilleur de la fête                          | 3:33 |
| 12. | À ta merci                                      | 2:47 |
| 13. | Dans une boîte en papier                        | 4:30 |
| 14. | Ajmal Logha (feat. Bachar Mar-Khalifé)          | 4:11 |
| 15. | À ta merci (Live au Bataclan, 2017)             | 4:04 |
| 16. | Le meilleur de la fête (Live au Bataclan, 2017) | 3:29 |
| 17. | Feu (Live au Bataclan, 2017)                    | 4:41 |
| 18. | La babouche (Live au Bataclan, 2017)            | 4:33 |
| 19. | Y crois-tu (Live au Bataclan, 2017)             |      |

### La pochette
La pochette montre un portrait de l'artiste en chemisier blanc, sur fond noir, photo prise par le photographe Yann Morrison. Le nom de Fishbach et de l'album sont inscrits en bas à gauche.

## Musiciens de l'album[9]
- Guitare : Fishbach, Xavier Thiry, Lockhart
- Basse : Xavier Thiry, Michelle Blades
- Batterie : Jean Thevenin
- Piano, claviers : Fishbach, Xavier Thiry
- Musiques et paroles : Fishbach
- Paroles : Fishbach, Olivier Valoy, Juliette Armarnet